# Korocka
Korocka (Pteromylaeus bovinus) är en rockeart som först beskrevs av Geoffroy Saint-Hilaire 1817.  Korocka ingår i släktet Pteromylaeus och familjen örnrockor. IUCN kategoriserar arten globalt som otillräckligt studerad. Inga underarter finns listade i Catalogue of Life.

## Utseende
Denna rocka har en kroppsskiva som liknar en romb i formen med avrundade hörn. Nosen sticker ut och påminner om näbben från en anka. Kroppen har på ovansidan en ljusbrun färg och ofta finns ljusa blågråa strimmor. Undersidan är vit.
Korockan använder sidolinjeorganet som känselsinne. Den har även flera ampullformiga organ som kan känna igen elektriska fält (elektroreceptorer). Dessa organ ligger huvudsakligen under nosen.

## Utbredning
Arten förekommer huvudsakligen i östra Atlanten vid Afrikas västra kustlinje från Mauretanien och Kanarieöarna i norr till Sydafrika. Utbredningsområdet kan vara delat i flera från varandra skilda populationer. Korocka finns även sydöst om Afrika norrut till Zanzibar. De flesta informationer om artens habitat och ekologi kommer från sydafrikanska studier. Enligt dessa föredrar arten kustnära havsområden som är 30 till 65 meter djupa. Den besöker ofta laguner och kan leva i bräckt vatten. Korockan lever även i Medelhavet.

## Ekologi
Individerna ligger ofta på havets botten men de gräver sig inte ner. De bildar ibland flockar med upp till 10 medlemmar. Rockan äter musslor, krabbor, bläckfiskar och andra havslevande ryggradslösa djur. Honor föder levande ungar (ovovivipari) efter 5 till 6 månader dräktighet. Allmänt föds 3 till 4 ungar per tillfälle (ibland upp till 7). Den minsta ungen som iakttogs i havet hade en 35,5 cm bred kroppsskiva och en vikt av 460 g. Ungarna blir könsmogna när bålens skiva är 83 till 100 cm bred. Vid denna tidpunkt som ligger cirka 1,2 år efter födelsen väger hannar cirka 13,5 kg och dräktiga honor väger ungefär 28 kg. En vuxen individ som fångades 1967 hade en 149,5 cm bred kroppsskiva och en vikt av 56,2 kg.
För några exemplar dokumenterades en ålder av 14 år.